# 소프트웨어 제품군
소프트웨어 제품군 또는 응용 프로그램 제품군은 컴퓨터 프로그램, 응용 소프트웨어, 프로그래밍 소프트웨어를 한 곳에 모아 놓은 제품을 말한다. 이는 특정한 문제들을 해결하기 위해 패키지로 판매되는 프로그램들의 그룹으로 정의된다. 소프트웨어 스위트라고도 하지만 마이크로소프트 등 여러 회사에서는 "소프트웨어 제품군"을 정식 용어로 사용하고 있다. 여러 개의 소프트웨어들이 어느 정도의 사용자 인터페이스를 자주 공유하며 각 프로그램의 자료를 자연스럽게 주고 받을 수 있는 기능이 있다.

## 예
- 오피스 제품군
- 인터넷 제품군
- 그래픽 제품군

## 같이 보기
- 응용 소프트웨어